# Jerzy Radziwill

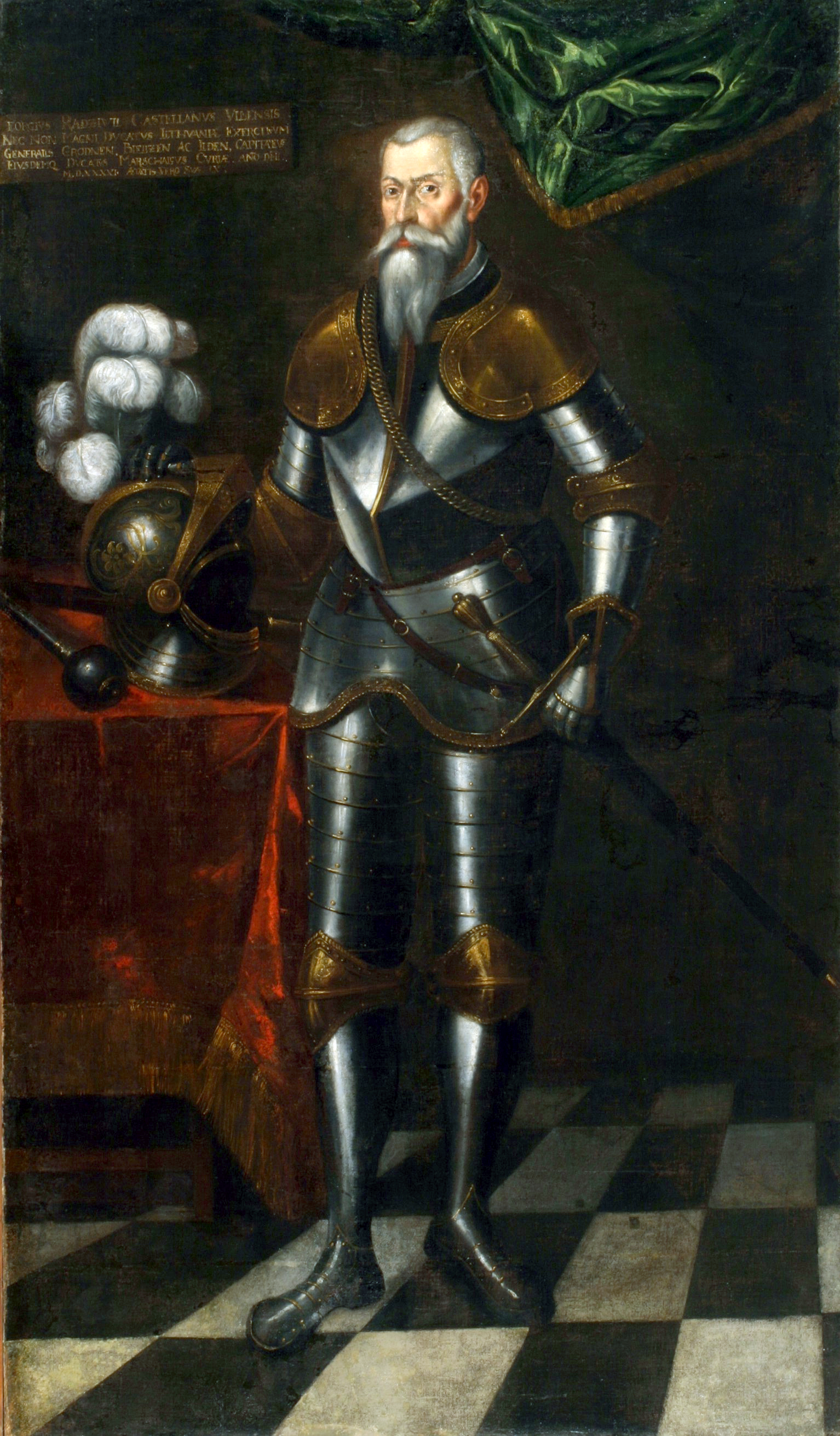
Jerzy Herkules Radziwiłł

Jerzy (Georg) „Herkules“ Radziwiłł (litauisch Jurgis Radvila I Herkulis; * 1480; † April 1541) war ein litauischer Aristokrat, Beamter im Staatsdienst und Feldherr des Großfürstentums Litauen. Er entstammte dem Adelsgeschlecht der Radziwiłł.

## Leben
Jerzy wurde 1480 als Sohn des Mikołaj Radziwiłł und der Zofia Anna Monwid geboren. Er war ein bedeutender Feldherr in den Auseinandersetzungen Litauens mit seinen Nachbarn im 16. Jahrhundert. So nahm er in den Kriegen Litauens gegen das Krimkhanat, den Deutschen Orden und das Großfürstentum Moskau teil.
Er schlug in den Schlachten bei Kiew 1511 und 1527 sowie 1512 in der Schlacht bei Wiśniowiec in Wolhynien die Krimtataren mehrmals in die Flucht. Während des Moskowitisch-Litauischen Krieges 1512–1522, führte er in der Schlacht bei Orscha 1514 die litauische Kavallerie erfolgreich an. Im Reiterkrieg 1519–1521 schlug er sich während einer Kampagne mit Glück gegen den Deutschen Orden im Ermland.
Er war in der Funktion als Großhetman von Litauen der Oberbefehlshaber der litauischen Armee im Moskowitisch-Litauischen Krieg 1534–1537, der mit der Eroberung eines Teils von Sewerien durch die Einnahme der Städte Homel und Starodub für Litauen siegreich endete.
Seine militärische, kriegerische Karriere trug ihm den Beinamen Herkules bei, was wohl eine Anspielung auf den mythischen griechischen Helden der Antike Herakles war.

## Staatsdienst
Radziwiłł war ab 1510 Großmundschenk von Litauen, 1511–1514 Wojewode von Kiew (Wojewodschaft Kiew), ab 1514 Starost von Grodno, 1521–1531 Feldhetman von Litauen, ab 1522 Kastellan von Troki, ab 1527 Kastellan von Wilna, ab 1528 Hofmarschall von Litauen und ab 1531 Großhetman von Litauen.

## Familie
Radziwiłł war in erster Ehe mit Barbara Kiszka verheiratet. Um 1515 ging er den Bund der Ehe mit Barbara Koła ein, aus der mehrere Kinder entsprangen:
- Mikołaj (1512–1584), gen. „der Rote“, litauischer Fürst, Staatsmann und Feldherr
- Anna Elżbieta (1518–1556), verheiratet in erster Ehe mit Fürst Symeon Holszański Dubrowicki, in zweiter mit Piotr Kiszka
- Barbara (1520–1551), durch Heirat mit Sigismund II. August, ab 1550 Königin von Polen und Großfürstin von Litauen